# Rudi Istenič
Rudi Istenič (Colonia, 10 gennaio 1971) è un ex calciatore sloveno, di ruolo centrocampista.